# 羅伯特·修奇
羅伯特·米爾頓·修奇（英語：Robert Milton Schoch，1949年—）是一名美國地質學家，對於全球金字塔形狀的遺址有莫大的興趣，他於1983年取得耶魯大學的地質與地球物理博士學位，並於2000年獲得波士頓大學的終生職。他是少數幾個支持埃及人面獅身像歷史比一般認知更為久遠的地質學家之一，除此之外，他也認為大災難摧毀了一個古老文明存在的所有證據。1991年，修奇將人面獅身像的歷史向前推移到前7000年—5000年左右，其理由在於人面獅身像的垂直侵痕，應是大量的雨水所造成，而非風砂所致，然而主流的埃及古物學者駁斥他的分析。
修奇也相信埃及、中美洲以及其它各地的金字塔建築，是為了表達一個古老的全球性文化。他同時也是與那國島水下遺址的著名研究者，並於西元1997年潛入海中調查，他的分析該水下遺址應為天然構成。

## 外部連結
- 羅伯特·修奇在波士頓大學的網站
- 羅伯特·修奇的個人網站 （页面存档备份，存于）